# Parseh
Parseh is een bestuurslaag in het regentschap Bangkalan van de provincie Oost-Java, Indonesië. Parseh telt 6461 inwoners (volkstelling 2010).